# Eastbourne Open 2025 - Qualificazioni singolare maschile
Le qualificazioni del singolare maschile dell'Eastbourne Open 2025 sono state un torneo di tennis preliminare per accedere alla fase finale della manifestazione. I vincitori dell'ultimo turno sono entrati di diritto nel tabellone principale. In caso di ritiro di uno o più giocatori aventi diritto a questi sono subentrati i lucky loser, ossia i giocatori che hanno perso nell'ultimo turno ma che avevano una classifica più alta rispetto agli altri partecipanti che avevano comunque perso nel turno finale.

## Teste di serie
1. Mattia Bellucci (qualificato)
2. Christopher O'Connell (primo turno)
3. Aleksandar Vukic (qualificato)
4. Luca Nardi (primo turno)

1. Tseng Chun-hsin (Ultimo turno, lucky loser)
2. Mackenzie McDonald (primo turno)
3. James Duckworth (qualificato)
4. Kamil Majchrzak (primo turno)

## Qualificati
1. Mattia Bellucci
2. James Duckworth

1. Aleksandar Vukic
2. George Loffhagen

### Lucky loser
1. Tseng Chun-hsin
2. Billy Harris

1. Jenson Brooksby

## Tabellone

### Legenda
| - Q = Qualificato - WC = Wild card - LL = Lucky loser | - ALT = Alternate - SE = Special Exempt - PR = Protected Ranking | - w/o = Walkover - r = Ritirato - d = Squalificato |

### Sezione 1
|  | Primo turno | Primo turno          | Primo turno     | Primo turno | Primo turno |  |  | Ultimo turno | Ultimo turno    | Ultimo turno    | Ultimo turno | Ultimo turno |  |
|  |             |                      |                 |             |             |  |  |              |                 |                 |              |              |  |
|  | 1           | Mattia Bellucci      | Mattia Bellucci | 7           | 6           |  |  |              |                 |                 |              |              |  |
|  |             | Marek Gengel         | Marek Gengel    | 5           | 1           |  |  | 1            | Mattia Bellucci | Mattia Bellucci | 6            | 6            |  |
|  |             | Geoffrey Blancaneaux | 7               | 64          | 3           |  |  | 5            | Tseng Chun-hsin | Tseng Chun-hsin | 2            | 1            |  |
|  | 5           | Tseng Chun-hsin      | 5               | 7           | 6           |  |  |              |                 |                 |              |              |  |

### Sezione 2
|  | Primo turno | Primo turno           | Primo turno | Primo turno | Primo turno |  |  | Ultimo turno | Ultimo turno    | Ultimo turno    | Ultimo turno | Ultimo turno |  |
|  |             |                       |             |             |             |  |  |              |                 |                 |              |              |  |
|  | 2           | Christopher O'Connell | 3           | 6           | 4           |  |  |              |                 |                 |              |              |  |
|  |             | Johannus Monday       | 6           | 2           | 6           |  |  |              | Johannus Monday | Johannus Monday | 4            | 2            |  |
|  | WC          | Henry Searle          | 3           | 7           | 5           |  |  | 7            | James Duckworth | James Duckworth | 6            | 6            |  |
|  | 7           | James Duckworth       | 6           | 5           | 7           |  |  |              |                 |                 |              |              |  |

### Sezione 3
|  | Primo turno | Primo turno      | Primo turno      | Primo turno | Primo turno |  |  | Ultimo turno | Ultimo turno     | Ultimo turno     | Ultimo turno | Ultimo turno |  |
|  |             |                  |                  |             |             |  |  |              |                  |                  |              |              |  |
|  | 3           | Aleksandar Vukic | Aleksandar Vukic | 6           | 6           |  |  |              |                  |                  |              |              |  |
|  |             | Jay Clarke       | Jay Clarke       | 3           | 2           |  |  | 3            | Aleksandar Vukic | Aleksandar Vukic | 7            | 6            |  |
|  |             | Jenson Brooksby  | Jenson Brooksby  | 7           | 6           |  |  |              | Jenson Brooksby  | Jenson Brooksby  | 5            | 3            |  |
|  | 8           | Kamil Majchrzak  | Kamil Majchrzak  | 67          | 3           |  |  |              |                  |                  |              |              |  |

### Sezione 4
|  | Primo turno | Primo turno        | Primo turno        | Primo turno | Primo turno |  |  | Ultimo turno | Ultimo turno     | Ultimo turno     | Ultimo turno | Ultimo turno |  |
|  |             |                    |                    |             |             |  |  |              |                  |                  |              |              |  |
|  | 4           | Luca Nardi         | Luca Nardi         | 3           | 4           |  |  |              |                  |                  |              |              |  |
|  |             | Billy Harris       | Billy Harris       | 6           | 6           |  |  |              | Billy Harris     | Billy Harris     | 62           | 2            |  |
|  | WC          | George Loffhagen   | George Loffhagen   | 6           | 7           |  |  | WC           | George Loffhagen | George Loffhagen | 7            | 6            |  |
|  | 6           | Mackenzie McDonald | Mackenzie McDonald | 4           | 61          |  |  |              |                  |                  |              |              |  |